# Giacomo Faticanti
Giacomo Faticanti, né le 31 juillet 2004 à Sora, est un footballeur italien qui joue au poste de milieu défensif à la Juventus Next Gen.

## Biographie

### Carrière en club
Né et ayant grandi à Sora, dans la province de Frosinone,,, Faticanti commence à jouer au football dans le club local, avant de rejoindre le Frosinone en 2010,,, puis de d'intégrer le centre de formation de l'AS Roma en 2018,,,.
Avec le club de la capitale, il remporte les titres nationaux des moins de 15 ans et des moins de 17 ans, respectivement, en 2019 et 2021,,. Ayant déjà commencé à jouer avec l'équipe des moins de 19 ans au printemps 2021,, le milieu de terrain devient un titulaire régulier de l'équipe primavera tout du long de la saison 2021-22,,.
À l'été 2022, Faticanti commence à s'entraîner avec l'équipe première, dirigée par José Mourinho, lors de leur pré-saison, participant à des matches amicaux contre Portimonense et Sunderland. En août de la même année, il signe une prolongation de contrat avec le club jusqu'en 2026,, et fait ensuite fait ses premières apparitions sur le banc de l'équipe première,,.
Le 27 octobre 2022, Faticanti fait ses débuts professionnels, remplaçant Cristian Volpato à la 78e minute d'un match d'Europa League contre le HJK, qui se solde par une victoire 2-1 pour son équipe,. En avril 2023, il fait partie de l'équipe des moins de 19 ans de la Roma qui remporte la Coppa Primavera ,.

### Carrière internationale
Faticanti a représenté l'Italie dans les différentes équipes de jeunes. Il a d'abord joué pour les moins de 15 ans, avant de s'imposer avec les moins de 16 ans,, une équipe dont il est rapidement devenue capitaine Il joue ensuite pour les moins de 18, moins de 19 ans et moins de 20 ans,,.
En juin 2022, il est inclus dans l'équipe qui participe au Championnat d'Europe des moins de 19 ans en Slovaquie où les Azzurrini atteignent les demi-finales avant de perdre face à l'Angleterre, les futurs vainqueurs.
En décembre de la même année, il participe à un camp d'entraînement dirigé par le manager de l'équipe nationale senior italienne, Roberto Mancini, dans le cadre d'un stage destinée aux talents nationaux les plus prometteurs.
En mai 2023, il est inclus par Carmine Nunziata (it) dans l'équipe italienne qui dispute la Coupe du Monde des moins de 20 ans en Argentine . Après avoir éliminé l'Angleterre,, championne d'Europe en titre, puis la Colombie, l'Italie s'impose face à la Corée du Sud en demi-finale (2-1), pour atteindre l'ultime niveau de la compétition,.
En juin 2023, Faticanti est convoqué avec l'équipe d'Italie des moins de 19 ans pour participer au Championnat d'Europe des moins de 19 ans qui a lieu en juillet. 
Après sa victoire face à l'Espagne (3-2), l'Italie atteint la finale de la compétition,, où elle s'impose 1-0 face au Portugal, son premier titre dans la catégorie en 20 ans,,,.

## Style de jeu
Faticanti joue principalement comme milieu défensif, apprécié pour sa lecture du jeu, ses qualités aériennes et ses tacles,. Il peut également jouer comme meneur de jeu en retrait, grâce à sa capacité à dicter le tempo et sa large palette de passes,,. De plus, il fait preuve d'une endurance, d'un rythme de travail et de compétences en leadership considérables, ce qui l'a amené à devenir le capitaine de son équipe à diverses occasions,.
Bien qu'il ait nommé Sergio Busquets parmi ses sources d'inspiration le joueur italien a également été comparé à Daniele De Rossi, qui a joué dans le même rôle que lui et a également commencé sa carrière à l'AS Roma ,,.
En 2021, il est inclus dans la liste annuelle de The Guardian des 60 meilleurs talents nés en 2004 du football mondial.

## Palmarès

### En club
Rome U19
- Coupe d'Italie Primavera : 2022–23[22],[23].

### En sélection
Italie -20 ans
- Coupe du monde
  - Finaliste en 2023

 Italie -19 ans
- Championnat d'Europe
  - Vainqueur en 2023